# Paul Mezzara
 (avril 2023).
Si vous disposez d'ouvrages ou d'articles de référence ou si vous connaissez des sites web de qualité traitant du thème abordé ici, merci de compléter l'article en donnant les références utiles à sa vérifiabilité et en les liant à la section « Notes et références ».
Paul Mezzara, né le 22 août 1866 à Saint-Maur-des-Fossés et mort le 17 mars 1918 à Mazargues (quartier de Marseille), est un artiste peintre, artiste décorateur, mécène, écrivain et chef d’industrie français du début du XXe siècle. Il a dirigé la maison de dentelles et de broderie Melville & Ziffer et fut vice-président de la Société des artistes décorateurs.
Artiste décorateur des années 1900, Paul Mezzara était engagé dans le renouveau des arts décoratifs français par le biais de la dentelle destinée à la maison et au vêtement féminin. Commanditaire de l'hôtel Mezzara construit à Auteuil par l'architecte Hector Guimard en 1910, meublé et décoré par d’autres artistes décorateurs, il souhaita en faire une vitrine des arts décoratifs de son temps. Son humanisme comme sa défense d’un art social se nourrissent de ses passions occultistes dispensées par S.U. Zanne (Auguste Vandekerkhove).

## Biographie
Paul Mezzara naît à Saint-Maur-les-fossés le 22 août 1866, fils caché de Richard Auguste Hennessy (1800-1879) et d’Adèle Mezzara (Paris 1828- Saint-Germain-en-Laye 1907), fille d’artistes peintres. Il grandit dans une ambiance matriarcale bohème dans l’ancienne demeure d’Antoine Vivenel (1799-1862) dite casa Vivenel, place Blanche, puis dans un hôtel particulier du 35 avenue de Villiers entouré par ses tantes, photographe et peintre.
Ancien élève de la prestigieuse École Monge dans le XVIIe arrondissement de Paris, il est élève à l’académie Julian puis au Beaux-Arts de Paris. Ami des peintres Lucien Hector Monod et Ary Renan, il découvre l’Île-de-Bréhat à l’été 1888 sur laquelle il vit jusqu’en 1891 au côté des artistes attirés par ce nouveau « Pont-Aven ».
Il vit ensuite à  Venise jusqu’en 1900 où il fonde la manufacture de dentelles et broderies Melville & Ziffer. Se réinstallant définitivement à Paris, il s’engage dans le renouveau des arts décoratifs français au sein de la Société des artistes décorateurs dont il assure la vice-présidence à trois reprises (1907, 1910, 1911).
Créateur de motifs de dentelle moderne, Paul Mezzara les expose lors des salons nationaux et internationaux (Salon de la Société nationale des Beaux-Arts, des artistes décorateurs, Salon d’automne, expositions universelles et internationales) et les commercialise dans ses boutiques et ses succursales ainsi que par correspondance en France et en Europe. Il participe à la vie publique et artistique des années 1900-1910.
Infirmier volontaire en 1914, pacifiste ardent et défendant l’idée des États-Unis d'Europe, il finance et anime une revue libertaire La Solidarité mondiale de l’Union de Transformation sociale.
Gravement malade, il se retire à Mazargues où il meurt de façon prématurée le 17 mars 1918 à l’âge de 51 ans.

### Généalogie et vie privée
Il est le petit-fils de François Mezzara (Rome 1774-Paris 1845) et Angélique Foulon (Paris 1793-Paris 1868) tous deux peintres, proche de Jean-Pierre Granger et Ary Scheffer.
Il est le neveu de Joseph Mezzara (New-York 1822-Paris 1901), sculpteur et beau-frère d’Édouard Manet, de Pierre Mezzara (Evreux 1825-Paris 1883) sculpteur, menant sa carrière à San Francisco, de Rosine Mezzara (New-York 1822-Sanvic 1890) photographe, et de Clémentine Mezzara (Diamantopoulos), peintre.
Il se marie en 1889 avec Maria Dauphin-Herter (Bréhat 1869-Paris 1951), petite cousine d’Ernest Renan avec qui il a deux filles. Il a ensuite une relation avec Aline Dauphin-Dardignac (Bréhat 1891-La Celle Saint Cloud 1895), petite cousine d’Ernest Renan et sœur de la précédente avec qui il a une fille.
Il se marie en 1902 avec Colombe Patessio (Venise 1876- ?) avec qui il a une fille.
Il se marie en 1910 avec Philomène Martin (Saint-Symphorien 1880-Paris 1945) ; ils se séparent en 1912.
L’une de ses filles, Yvonne (1889-1993), épouse en 1907 le militant communiste Jacques Sadoul (1881-1956) et publie ses mémoires en 1978.
L’une de ses petites-filles épouse Georges Blanchon (1901-1984) associé de Le Corbusier, Charlotte Perriand et Jean Prouvé.
Il est l’arrière-arrière-grand-père de la comédienne Léa Seydoux.

### Spiritualité
En 1900, Paul Mezzara, féru d’occultisme, rencontre S.U. Zanne (Auguste Vandekerkhove) qui devient son maître spirituel par sa dispense d’enseignement théosophique et kabbalistique : la Cosmosophie. Il finance le seul livre du vivant de Zanne, Vingt-quatre Cours introductoires-préparatoires aux "Principes et éléments de cosmosophie", en analyse de la nature dans l'homme et en synthèse de l'homme dans la nature.

## Œuvres
En dehors de son petit empire commercial disparu lors de son décès, de ses créations de dentelles la plupart disparues dont celles pour le théâtre et la Comédie des Champs-Élysées de 1913 des frères Perret, la grande œuvre de Paul Mezzara reste la construction de son hôtel particulier à Auteuil entre 1910 et 1912. Commandé à l’architecte Hector Guimard, l’hôtel du 62 rue La Fontaine est resté inachevé en raison des nombreuses exigences du commanditaire et d’une vie privée tumultueuse.
Décoré et meublé par Hector Guimard, Léon Jallot, Edgar Brandt, Francis Jourdain, Paul Follot, Gaston Le Bourgeois, etc., il accueille une peinture marouflée de Charlotte Chauchet-Guilleré fondatrice de Primavera, les ateliers d’art des grands magasins du Printemps. Cette arcadie révée, post-impressionniste n’est pas sans évoquer la villa de Mezzara au Canadel dans le Var, achetée à Albert Sélonier et Saint Blancard.
Véritable manifeste des arts décoratifs des années 1910 et du goût dispensé par la Société des artistes décorateurs, l’hôtel Mezzara s’inscrit dans une période charnière de l’histoire des arts, entre art nouveau et art déco, qualifiable de style 1910. Mezzara avait souhaité que son hôtel en soit une véritable vitrine afin de promouvoir ce renouveau des arts en prévision de l’exposition des Arts décoratifs de 1916 pour laquelle il s’était battu. Du fait de la guerre, cette exposition n’aura lieu qu’en 1925.

#### Généralités
- Yvonne Brunhammer, Les Artistes décorateurs 1900-1942, Paris, Flammarion, 1990
- Rossella Froissart Pezone, L’Art dans tout, les arts décoratifs en France et l’utopie de l’Art nouveau, Paris, CNRS Éditions, 2004
- Henry de Groux, Rodolphe Rapetti, Pierre Wat, Pierre Pinchon, Henry de Groux 1866-1930 : Journal, Paris, Kimé/INHA, 2007
- Anne Kraatz, Catalogue des dentelles, musée national de la Renaissance, château d’Écouen, RMN, 1992
- David Liot (dir.), Années folles, années d’ordre. L’Art déco de Reims à New York, catalogue d'exposition, musée des Beaux-Arts, Reims, 2006
- Catherine Meneux, Les Arts de la vie de Gabriel Mourey ou l’illusion d’un art moderne et social dans les revues d’art : formes, stratégies et réseaux au xxe siècle, sous la direction de Rossella Froissart Pezone et Yves Chèvrefils Desbiolles, Presses universitaires de Rennes, 2011
- Évelyne Possémé, Le Mobilier français : les années 1910-1930, Paris, Massin, 2010
- Yvonne Sadoul, Tels qu’en mon souvenir, Renan, Jaurès, Lénine et tant d’autres, Paris, Grasset, 1978
- Françoise Viala, Le Rayol-Canadel-sur-Mer, origines d’une station balnéaire sur la corniche des Maures, Association la Draye du Patec, 2011

#### Sur Paul Mezzara
- Bruno Montamat, « L'hôtel Mezzara, une demeure philosophale ? », L'Atelier, bulletin de l'Association le temps d'Albert Besnard, no 10-2017, p. 62-74
- Bruno Montamat, Paul Mezzara (1866-1918), un oublié de l'Art nouveau, préface de François Loyer, Paris, Mare & Martin, 2018, 293 p.
- Alienor Harzo, « Paul Mezzara sort de l’oubli », PAJ, magazine digital du patrimoine, association Vieilles maisons françaises (VMF)
- Bruno Montamat, « Paul Mezzara, a leading figure of french Art Nouveau », Coup de fouet, revue européenne de l'Art nouveau, no 34, 2021, p. 42-53

#### Sur Hector Guimard
- Philippe Thiébaut, Hector Guimard, Paris, RMN, 1992
- Georges Vigne, Hector Guimard, Paris, C. Moreau, 2003